# De vermoorde onschuld
De vermoorde onschuld is een uitdrukking in het Nederlands. De term komt met name voor in de vaste combinaties de vermoorde onschuld spelen en de vermoorde onschuld uithangen .

## Oorsprong
De term vindt waarschijnlijk zijn oorsprong in een toneelstuk van Joost van den Vondel: Palamedes oft vermoorde onnooselheyd , uit 1625. Vondel schreef dit stuk naar aanleiding van de executie van Johan van Oldenbarnevelt in 1619. Vondel was er zelf van overtuigd dat Van Oldenbarnevelt onschuldig was. Zoals vaker in zijn toneelstukken goot hij dit in de vorm van een Griekse tragedie, in dit geval over de held Palamedes die onschuldig ter dood werd gebracht.

## Gebruik
Er kan worden gesproken van de vermoorde onschuld als iemand die (terecht) beschuldigd wordt van een verkeerde handeling, net doet alsof hij onschuldig is en van niets weet. Diegene kan dan bijvoorbeeld de schijn ophouden dat hij zeer verbaasd, of zelfs zeer verontwaardigd is over de beschuldiging. Een waarnemer hiervan kan dan bijvoorbeeld zeggen "hij speelt de vermoorde onschuld".

### In titels
De term komt daarnaast veel voor in titels van boeken, tv-programma's et cetera, zoals:
- Herman Vuijsje, Vermoorde onschuld. Etnisch verschil als Hollands taboe, 1986
- Liesbeth Brouwer, De vermoorde onschuld. Relatieproblemen en seksualiteit in het werk van Hylkje Goïnga, Us wurk, ôfl. 3-4.
- Gerlof Leistra, De vermoorde onschuld, misdaad in Nederland, 2004
- Peter Römer, De Cock en de vermoorde onschuld, 2015
- Dick van den Heuvel en Simon de Waal, Wulffers en de zaak van de vermoorde onschuld
- Charles van der Leeuw, Libanon. De vermoorde onschuld, 1990
- Robin de Ruiter, Het Joegoslavië Tribunaal – De vermoorde onschuld van Slobodan Milosevic, 2006
- Jo Claes, Vermoorde onschuld, 2015

## Wetenswaardigheden
- Als variant komt de beledigde onschuld ook wel voor.
- De uitdrukking zijn handen in onschuld wassen betekent dat iemand alle verantwoordelijkheid van zich afwerpt.[3]